# Тајне винове лозе (3. сезона)
Трећа сезона драмске телевизијске серије Тајне винове лозе  емитована је од 19. фебруара до 1. априла 2024. године на Суперстар ТВ.  Трећа сезона се састоји од 36 епизода.    

## Радња
Сам почетак нове сезоне нас води годину дана у будућност, на дан Ањине свадбе.
Над радосним догађајем се надвија тама кад Ања испије отровано вино.
Док је Вукова наследница у коми и док се бори за живот, чланови породица Томовић и Смиљанић покушавају да дознају шта се догодило и ко је крив.
Враћамо се годину дана уназад да би испратили догађаје који су довели до Ањине свадбе, али и покушаја њеног убиства. Упознајемо нове ликове, потенцијалне кривце.
Да ли је за Ањино тровање одговорна Инес Бруњак - енолошкиња с којом је Ања правила Малвазију у Истри, али и нова Верина конкуренткиња у борби за Вуково срце?
Или можда њен син Матеј - Ањин младожења? Ту су и Инесин љубоморни бивши муж Јосип, затим Слоба Грбић, бизнисмен који долази у сукоб са Вуком, као и Јагодинац, зеленаш са Југа, код кога Марко улази у коцкарски дуг. Ту је и Богдана, мистериозна млада мајка која, у бегу од мужа насилника, проналази уточиште код Руже и Лине на салашу.
Прве две трећине сезоне расту тензије међу новим и старим јунацима серије, тензије које кулминирају догађајима на Ањиној свадби. Последња трећина доноси експлозивне сукобе Вере и Руже, Зорана и Лине, Ивана и Марка, Вука и Вере, али и разрешење драмских и трилерских тензија...
, 

## Епизоде
| Бр. еп. (укупно) | Бр. еп. (у сезони) | Наслов | Редитељ                             | Сценариста                   | Премијера         |
| --- | ------------------ | ------ | ----------------------------------- | ---------------------------- | ----------------- |
| 75 | 1                  |        | Ана Марија Роси и Горчин Стојановић | Ива Митровић и Марко Поповић | 19. фебруар 2024. |
| Дан Ањиног венчања. Док се младенци спремају, пристижу и званице али и прегршт нових ликова у серијалу. Припреме за сам чин венчања теку ужурбано, а упоредо са тим настају и нови проблеми. Сумњиви конобар сипа отров у чашу. Не знамо ко му је мета. Мистериозни човек се појављује у винограду, Лину то препадне. Непозната жена са дететом покушава да упозори Томовиће, али стиже прекасно - Ања је већ испила отровано вино. Пада пред олтаром. Настаје општи хаос.                                                                                    |                    |        |                                     |                              |                   |
| 76 | 2                  |        | Ана Марија Роси и Горчин Стојановић | Ива Митровић и Марко Поповић | 20. фебруар 2024. |
| Сумњиви конобар који је отровао Ању се налази са налогодавцем који га убија. Ања је преживела напад али је у коми, стање јој је и даље критично. Вук и Јелена су очајни. Годину дана раније Ања је купила виноград у Истри. Вук је одушевљен и виноградом и вином и новим енологом: Инес Бруњак. Вера је сама и усамљена у кући на северу Србије. Дружење са Зораном јој помаже да се прилагоди. Марко избегава Андријану све док не сазна да је трудна. |                    |        |                                     |                              |                   |
| 77 | 3                  |        | Ана Марија Роси и Горчин Стојановић | Ива Митровић и Марко Поповић | 21. фебруар 2024. |
| Пре годину дана Марко је од девојке Андријане сазнао да ће постати отац. Невољно одлучује да је ипак ожени. Вера и Вук сазнају да ће постати баба и деда. Мистериозна жена са дететом се појављује на Линином салашу, у потрази је за својим оцем Шандором Нађем - човеком којег је Лина убила у самоодбрани. Ања упознаје Инесиног бившег мужа, злогласног бизнисмена Јосипа Бруњка. Марко игра безазлену, другарску партију покера не слутећи да ће му она променити живот.                                                                                 |                    |        |                                     |                              |                   |
| 78 | 4                  |        | Ана Марија Роси и Горчин Стојановић | Ива Митровић и Марко Поповић | 22. фебруар 2024. |
| Годину дана пре Ањиног тровања, Вера је упознала бизнисмена са југа Србије, Слободана Грбића. Његове намере Вери делују исправно, али Вук има лош предосећај. Жути је изашао из затвора и сада ради као возач, управо Слободана Грбића. Андријана се сели код Марка у пимнице. Бруњакови људи прате Ању и Инес. Вук и Вера су све више раздвојени што отвара простор да се Вера и Зоран зближе - одлучују да направе најбољи пенушавац. |                    |        |                                     |                              |                   |
| 79 | 5                  |        | Ана Марија Роси и Горчин Стојановић | Ива Митровић и Марко Поповић | 23. фебруар 2024. |
| Ања је и даље у коми. Матеј је очајан, криви себе, покуша чак и да се убије прекомерном дозом лекова. Десет месеци раније, на дан Марковог венчања са Андријаном, сви су веселији од младенаца. Вера и Зоран се присећају првог сусрета. Вук је поносан на сина, Марко је сада и званично Томовић. Иван је уморан од града, излазака и журки, одлучује да остане код Марка на селу. Ања се враћа у Истру. Затиче у кући непознатог мушкарца. Онесвести га свећњаком. Инес јој објасни да је то њен син - Матеј Бруњак.                                        |                    |        |                                     |                              |                   |
| 80 | 6                  |        | Ана Марија Роси и Горчин Стојановић | Ива Митровић и Марко Поповић | 25. фебруар 2024. |
| Иван је одлучио да остане мало дуже на југу, прикључује се пословима у винограду. Марков и Андријанин однос је и даље хладан. Марко наставља са играњем покера, добро му иде. То примећује и Шане, тип који све то прати. Нуди Марку да игра са озбиљним играчима. Вера и Зоран су све више заједно, Вук све више у Истри. Ружа проналази доказ да их жена са дететом лаже, Богдана је радила у стриптиз клубу, није ту само због Шандора. |                    |        |                                     |                              |                   |
| 81 | 7                  |        | Ана Марија Роси и Горчин Стојановић | Ива Митровић и Марко Поповић | 26. фебруар 2024. |
| Матеј криви себе за Ањино тровање, сумња на свог оца Јосипа да има везе са тим. Јосип је инсистирао да Матеј упозна Ању и да је освоји, кријући праве намере. Богдана признаје Ружи да је побегла од свог мужа, Тамаша. Ружа тек сада сазнаје да је и Жути на слободи. Хвата је паника. Иван се навикава на село, Андријана и Миртеа истражују о њему, слушају његове песме. Андријани позли током вожње, зове Марка који јој се не јавља - покер је пречи. Вера и Зоран раде на пенушавцу док се Вук и Инес зближавају у Истри. Пада и први пољубац.         |                    |        |                                     |                              |                   |
| 82 | 8                  |        | Ана Марија Роси и Горчин Стојановић | Ива Митровић и Марко Поповић | 27. фебруар 2024. |
| Вук се после преваре враћа Вери. Она има све мање времена за њега, он све више за размишљање о Инес. Марко запоставља посао у Општини, све више се окреће коцкању. Вера успева да оснује фондацију уз Грбићеву помоћ. Вук уверава Ружу да им не прети никаква опасност од Жутог. Јелени је Инес однекуд позната, покушава да се сети. Ружа тражи утеху на Радуловом гробу, где затиче и Жутог. Андријана је бацила око на Ивана. Инес не престаје да мисли на Вука. Марко добија на покеру. Спреман је за озбиљне партије и велике улоге.                     |                    |        |                                     |                              |                   |
| 83 | 9                  |        | Ана Марија Роси и Горчин Стојановић | Ива Митровић и Марко Поповић | 28. фебруар 2024. |
| Јагодинац упозорава Марка да престане са покером док није почео да губи. Марку его не дозвољава да га послуша. Сумњиви конобар дојављује Тамашу да су Богдана и Дуња на салашу. Жути моли Ружу да му да шансу да је убеди да Томовићима од њега не прети опасност. Андријанина трудноћа је ризична, али Марко наставља по старом. Свађе се настављају. Миртеа брине, покушава да орасположи трудницу. Јелена тражи додатне информације о Инес од Приможа. Тамаш и Мики обилазе салаш, желе да се увере да је Богдана ту. Марко губи сву уштеђевину на покеру. |                    |        |                                     |                              |                   |
| 84 | 10                 |        | Ана Марија Роси и Горчин Стојановић | Ива Митровић и Марко Поповић | 29. фебруар 2024. |
| Марко се задужује код Јагодинца, поново губи. Позајмљује велике паре од Васића. Јелена одлази код Ање у Истру, сазнаје од Приможа да је Инес била у лудници. Вук и Вера покушавају да обнове однос. Путују ван града. Обоје су одсутни, преокупирани својим пословним обавезама. Андријана се заљубљује у Ивана. Ања упознаје Јелену са Инес на вечери. Непознати нападачи прекидају сусрет. Неко је откупио Марков дуг према Јагодинцу. Тамашеви људи планирају да отму Богдану и Дуњу.                                                                      |                    |        |                                     |                              |                   |
| 85 | 11                 |        | Ана Марија Роси и Горчин Стојановић | Ива Митровић и Марко Поповић | 1. март 2024.     |
| Ања и Јелена су у шоку након напада. Инес не зна да њен бивши супруг, Бруњак, стоји иза тога. Тамаш и Мики су стигли до салаша са намером да отму Богдану и Дуњу. У тој намери их спречава Жути. Марко покушава, преко Шанета, да сазна ко је откупио његов дуг. Вук се сукобљава са Бруњаком. Грбић покуша да пољуби Веру. Она сматра да је он погрешно схватио њихов однос. |                    |        |                                     |                              |                   |
| 86 | 12                 |        | Ана Марија Роси и Горчин Стојановић | Ива Митровић и Марко Поповић | 4. март 2024.     |
| Десет месеци пре Ањиног тровања, случајни пролазници проналазе Жутог поред пута. Добио је озбиљне батине, али је преживео. Марко преко Васића сазнаје да је Грбић откупио његов дуг. Грбић након Вериног одбијања саботира даљи рад фондације. Таман када Симоновић, Лина и Ружа нађу решење за Богдану и Дуњу схвате да су нестале. Побегле су са сумњивим конобаром. |                    |        |                                     |                              |                   |
| 87 | 13                 |        | Ана Марија Роси и Горчин Стојановић | Ива Митровић и Марко Поповић | 5. март 2024.     |
| Ања и Матеј су започели везу, још увек се крију од родитеља. Вера сазнаје од Грбића за Маркове коцкарске дугове којима је сада уцењује. Вук и Инес настављају романсу, док непознати фотограф то документује. Андријани нагло позли, Иван и Миртеа је воде у болницу. Вера се поверава Зорану за Марков дуг. Зоран паре за дуг тражи од Руже. |                    |        |                                     |                              |                   |
| 88 | 14                 |        | Ана Марија Роси и Горчин Стојановић | Ива Митровић и Марко Поповић | 6. март 2024.     |
| Ружа даје Зорану новац, у кофер ставља и уређај за праћење. Вера се налази са Грбићем, враћа му новац, као гаранцију снима њихов разговор у којем јој Грбић прети. Јосип Бруњак даје Матеју прстен. Очекује да Матеј запроси Ању. Марко наставља да се коцка у мање износе. Тамаш и Мики проналазе Богдану на договореном месту. |                    |        |                                     |                              |                   |
| 89 | 15                 |        | Ана Марија Роси и Горчин Стојановић | Ива Митровић и Марко Поповић | 7. март 2024.     |
| Лина односи Молнару Богданине ствари како би узели отиске прстију и утврдили ко је жена са дететом. Андријана сада тачно зна шта жели од Ивана, долази у његову кућицу, воде љубав. Ружи се не допада блискост између Зорана и Вере. Иван одлучује да иде кући. Марко и Андријана воде љубав. |                    |        |                                     |                              |                   |
| 90 | 16                 |        | Ана Марија Роси и Горчин Стојановић | Ива Митровић и Марко Поповић | 8. март 2024.     |
| Осам месеци пре Ањиног тровања, Вук ангажује приватног детектива да прати Марка. Иван је почео да ради као кувар на салашу. Марко се и даље коцка, добија, али овог пута успева да сачува новац. Јелена преноси Ружи утиске из Истре, мисли да се Вук заљубио у Инес и да су у вези. Цео овај разговор је чуо и Вуков брат, Зоран. |                    |        |                                     |                              |                   |
| 91 | 17                 |        | Ана Марија Роси и Горчин Стојановић | Ива Митровић и Марко Поповић | 11. март 2024.    |
| Вера и Вук се појављују на састанку бизнис клуба којим председава Грбић. Грбић је бесан кад их види заједно и напушта клуб. Андријана сазнаје да је трудна, али не жели никоме то да саопшти. Проналази Маркову уштеђевину и одлучи да га напусти. Приватни детектив не открива ништа сумњиво у Марковом животу. |                    |        |                                     |                              |                   |
| 92 | 18                 |        | Ана Марија Роси и Горчин Стојановић | Ива Митровић и Марко Поповић | 12. март 2024.    |
| Марко изгуби доста новца за коцкарским столом. Долази кући по новац како би Јагодинцу вратио дуг. Схвата да новца нема, као ни Андријане. Марко је у озбиљном је проблему због новца. Упознаје и свог спасиоца, Грбића, који ће отплатити његов дуг код Јагодинца, а Марко мора за шест месеци да му врати паре. Уколико то не учини, Грбић добија Марков удео у винарији Томовић. |                    |        |                                     |                              |                   |
| 93 | 19                 |        | Ана Марија Роси и Горчин Стојановић | Ива Митровић и Марко Поповић | 13. март 2024.    |
| Шест месеци пре њеног венчања, Ања је пронашла прстен којим је Матеј требало да је запроси. Матеј је заиста проси. Андријана се налази у Ивановом стану, у поодмаклој је трудноћи. Иван је наговара да врати Марку паре које му је узела приликом напуштања стана у којем је живела са њим. Андријана новац даје Миртеи. Ања и Матеј позивају Јосипа Бруњка на венчање. |                    |        |                                     |                              |                   |
| 94 | 20                 |        | Ана Марија Роси и Горчин Стојановић | Ива Митровић и Марко Поповић | 14. март 2024.    |
| Жути, који се бави криминалним пословима, дао је Ружи Марков уговор са Грбићем. Рок за исплату Марковог коцкарског дуга није био шест месеци. Грбић је преварио Марка и довео га у тешку ситуацију. Полиција проналази Богдану и Дуњу. Богдана открива полицајцу Молнару да има снимак Лининог и Зорановог признања злочина. У замену за снимак тражи гаранцију за безбедност ње и Дуње. |                    |        |                                     |                              |                   |
| 95 | 21                 |        | Ана Марија Роси и Горчин Стојановић | Ива Митровић и Марко Поповић | 15. март 2024.    |
| Инспектор Молнар успева да обезбеди скровиште за Богдану и Дуњу у Будимпешти. Богдана му објашњава како су се сумњиви конобар и она упознали. Не зна ко је налогодавац Ањиног тровања. Инес и Јосип откривају део свог плана. Јосип сматра да је Инес отровала Ању, док она оптужује њега. Ања је и даље у коми. Ањин стриц Зоран је ван себе, поново почиње да пије. |                    |        |                                     |                              |                   |
| 96 | 22                 |        | Ана Марија Роси и Горчин Стојановић | Ива Митровић и Марко Поповић | 18. март 2024.    |
| Матеј у очају одлази до Јосиповог хотела, тражећи правду. Он окривљује свог оца, Јосипа, за тровање Ање, са којом је Матеј желео да се ожени. Зоран и даље пије, не јавља се никоме. Прави хаос на салашу, тражи алкохол, признаје својој супрузи Лини да је више не воли. Вук сумња да сумњиви бизнисмен Грбић стоји иза Ањиног тровања. Инспектор Молнар не може то да потврди. |                    |        |                                     |                              |                   |
| 97 | 23                 |        | Ана Марија Роси и Горчин Стојановић | Ива Митровић и Марко Поповић | 19. март 2024.    |
| Зоран криви Линино одсуство и преокупираност салашем за крах брака, док Ружа сумња да разлаз ипак има везе са Вером, са којом се Зоран емотивно зближио. Марко је забринут због Грбићевог сведока. Ања сумња у приче да јој је само позлило на венчању. Испитује Матеја о томе шта се стварно десило. Док Вера води састанак бизнис клуба, свима почињу да стижу нотификације... |                    |        |                                     |                              |                   |
| 98 | 24                 |        | Ана Марија Роси и Горчин Стојановић | Ива Митровић и Марко Поповић | 20. март 2024.    |
| Вера се вратила са састанка бизнис клуба, понижена и љута на све Томовиће: знали су за Вука и Инес и нико јој није рекао. Жели да се врати на југ. Иван је уз Лину, помаже јој на салашу, све више се проналази у угоститељству. Ања се присећа све више ствари са венчања, мисли да је узела Вукову чашу, односно да је отров био намењен њему. |                    |        |                                     |                              |                   |
| 99 | 25                 |        | Ана Марија Роси и Горчин Стојановић | Ива Митровић и Марко Поповић | 21. март 2024.    |
| Полицијски инспектор Молнар објашњава Томовићима како је дошло до замене чаша на венчању, Молнар замоли Веру да не напушта имање. Марко се појављује у Новом Саду, у Ивановом стану. Бесан је на Андријану што му није рекла да носи његово дете. Проналази и тест очинства, не разуме зашто га је уопште радила. |                    |        |                                     |                              |                   |
| 100 | 26                 |        | Ана Марија Роси и Горчин Стојановић | Ива Митровић и Марко Поповић | 22. март 2024.    |
| Вук Томовић се у лошем расположењу растане са Вером, женом која га ја напустила, јер ју је преварио са Инес. Изненада, Вука је неко онесвестио. Испостави се да је то учинила Инес, која веже Вука за кревет. Вуков брат, Зоран, и Ружа, забринути су због Вуковог изненадног нестанка. Ружа се распитује код Вере о томе где је Вук нестао. Веру уопште не занима шта се догађа са Вуком. |                    |        |                                     |                              |                   |
| 101 | 27                 |        | Ана Марија Роси и Горчин Стојановић | Ива Митровић и Марко Поповић | 25. март 2024.    |
| Велики грех из прошлости прогања Зорана Томовића. Тај терет везан је за убиство бескрупулозног Шандора, који је уцењивао његову жену Лину. До нових сазнања о убиству Шандора, полиција је дошла када им се обратила његова ћерка, Богдана. Полиција испитује Зорана шта је учинио са Шандоровим телом. Он им ништа не одговара. Адвокат убеђује Зорана да немају доказе против њега и да ће ускоро морати да га пусте... |                    |        |                                     |                              |                   |
| 102 | 28                 |        | Ана Марија Роси и Горчин Стојановић | Ива Митровић и Марко Поповић | 26. март 2024.    |
| Лина се двоуми. Сматра да би она и њен супруг, Зоран, требало да признају злочин који су заједно заташкали, јер их полиција све више притиска. Лина је у самоодбрани убила Шандора, који је покушао да је силује. Када Зоранов брат, Вук, сазна шта се догодило разбесни се. Не зна шта да уради. Од њега се очекује да им помогне да напусте земљу, али не може да се ослободи терета онога што су учинили. |                    |        |                                     |                              |                   |
| 103 | 29                 |        | Ана Марија Роси и Горчин Стојановић | Ива Митровић и Марко Поповић | 27. март 2024.    |
| Жути, криминалац који је доста времена провео у затвору, почео је да ради за Грбића, бизнисмена спремног да успостави пријатељство са Вуком Томовићем. Међутим, он се надмено понашао према њему, што је довело да тога да Грбић ангажује конобара који је на свадби Вукове ћерке Ање требало да га отрује. Жути даје Вуку доказе за то. |                    |        |                                     |                              |                   |
| 104 | 30                 |        | Ана Марија Роси и Горчин Стојановић | Ива Митровић и Марко Поповић | 28. март 2024.    |
| Ања, која се опоравила од тровања које се догодило на њеном венчању, хоће да напусти кућу на извесно време. Додатно је оптерећује чињеница да је њен отац, Вук, имао ванбрачну љубавну аферу са Инес Бруњак, мајком момка за којег је она требало да се уда. С друге стране, Вукова супруга Вера озбиљно је забринута за своју безбедност, јер верује да је угрожава неко из блиског окружења. |                    |        |                                     |                              |                   |
| 105 | 31                 |        | Ана Марија Роси и Горчин Стојановић | Ива Митровић и Марко Поповић | 29. март 2024.    |
| Полиција хапси сумњивог бизнисмена Грбића за убиство и покушај убиства. Грбићева опсесивна жеља је да угрози пословање Вука Томовића, којег сматра својим кључним противником. У полицијској станици, међутим дође до жустре расправе између инспектора. Један од њих, инспектор Оршолић је огорчен због начина на који је Грбић ухапшен, али га колега Молнар упозори да се на Грбићевом списку плаћеника налази управо он – инспектор Оршолић. |                    |        |                                     |                              |                   |
| 106 | 32                 |        | Ана Марија Роси и Горчин Стојановић | Ива Митровић и Марко Поповић | 1. април 2024.    |
| Бизнисмен Грбић, велики непријатељ Вука Томовића, побегне из затвора. Вуку је нејасно зашто човек са таквим везама бежи из затвора. Тужилац му објасни да су се пријатељи брзо одрекли Грбића, али да његови контакти у полицији немају више тако снажан утицај. Тужилац претпоставља да је Грбић побегао у иностранство и да сада, барем за неко време, не може да науди Вуку. |                    |        |                                     |                              |                   |
| 107 | 33                 |        | Ана Марија Роси и Горчин Стојановић | Ива Митровић и Марко Поповић | 2. април 2024.    |
| Иако је бизнисмен Грбић из истражног затвора побегао у иностранство, он не престаје да прави велике проблеме Вуку Томовићу. Вуков аутомобил је експлодирао и сви из Вуковог окружења, укључујући и њега, уверени су да је то порука претње коју је послао Грбић. Полиција је поставила појачано обезбеђење око Вукове куће. Вука, међутим, муче и лични проблеми – чињеница да је преварио Веру и, с друге стране, сумња да постоји интимна веза између Вере и његовог брата, Зорана.                                                                         |                    |        |                                     |                              |                   |
| 108 | 34                 |        | Ана Марија Роси и Горчин Стојановић | Ива Митровић и Марко Поповић | 3. април 2024.    |
| Вук Томовић предложи Вери да се преселе и да живе у Београду. Пробали су да живе у Неготину и у Суботици, али им није успело. Зато је предложио да се нађу на пола пута и окушају срећу у Београду. Вукова ћерка, Ања, дошла је код Јосипа Брњака, бизнисмена из Истре. Од њега очекује да на тржишту у Хрватској пласира вино које производи њена компанија. |                    |        |                                     |                              |                   |
| 109 | 35                 |        | Ана Марија Роси и Горчин Стојановић | Ива Митровић и Марко Поповић | 4. април 2024.    |
| Криминaлац Жути јави се Вуку Томовићу. Поручи му да је пронашао човека који ће да му испоручи Грбића, великог Вуковог непријатеља. За почетак, тај човек очекује да му Вук исплати десет хиљада евра, а после елиминисања Грбића још педесет хиљада евра. Вук каже да нема толико готовине, али је Жути уверен да ће Вук лако да се снађе и дође до тог новца. |                    |        |                                     |                              |                   |
| 110 | 36                 |        | Ана Марија Роси и Горчин Стојановић | Ива Митровић и Марко Поповић | 5. април 2024.    |
| Вук Томовић је рањен у гушању са криминалцем Жутим, који је покушавао да му подметне убиство. Том приликом, Жути изгуби живот. Вук је хтео да се са Вером пресели у Београд, али је њен син Марко хитно позове да дође кући, у Неготин. Миртеа, жена која је одгајила Веру, погинула је у самоубилачкој акцији. Миртеа је, опасана бомбама убила криминалца, Јагодинца, који је уцењивао Марка. Вери је Миртеа оставила писмо. |                    |        |                                     |                              |                   |